# آفریننده (فیلم ۲۰۲۳)
آفریننده (انگلیسی: The Creator) فیلم اکشن علمی تخیلی آمریکایی محصول ۲۰۲۳ به تهیه‌کنندگی و کارگردانی گرت ادواردز است که فیلم‌نامه را با کریس وایتز مشترکاً نوشت. در این فیلم جان دیوید واشینگتن، جما چان، کن واتانابه، استورجیل سیمپسون و الیسون جنی به ایفای نقش پرداخته‌اند. داستان آن در سال ۲۰۷۰، ۱۵ سال پس از انفجار هسته‌ای در لس آنجلس و جنگ در برابر هوش مصنوعی رخ می‌دهد. یک مأمور نیروهای ویژهٔ سابق برای گرفتن و کشتن «آفریننده» (سازندهٔ سلاح مرموزی با قدرت پایان دادن به جنگ) به خدمت گرفته می‌شود.
ساخت فیلم در نوامبر ۲۰۱۹ آغاز شد که ادواردز برای کارگردانی و نوشتن یک پروژه علمی تخیلی بی‌نام برای ریجنسی انترتینمنت قرارداد بست و این پروژه در فوریهٔ ۲۰۲۰ رسماً اعلام شد. واشینگتن در مهٔ ۲۰۲۱ انتخاب شد و دیگر بازیگران طی سال آینده به این فیلم پیوستند. فیلمبرداری در ژانویهٔ ۲۰۲۲ در تایلند با بودجه ساخت ۸۰ میلیون دلاری آغاز شد و در مه همان سال به پایان رسید.
آفریننده در ۲۹ سپتامبر ۲۰۲۳ به‌وسیلهٔ استودیو قرن بیستم در ایالات متحده اکران شد. این فیلم بیش از ۱۰۰ میلیون دلار فروش داشت و نقدهای عموماً مثبتی از سوی منتقدان دریافت کرد.

## بازیگران
- جان دیوید واشینگتن
- جما چان
- الیسون جنی
- کن واتانابه
- استورجیل سیمپسون
- مارک منچاکا

## تولید

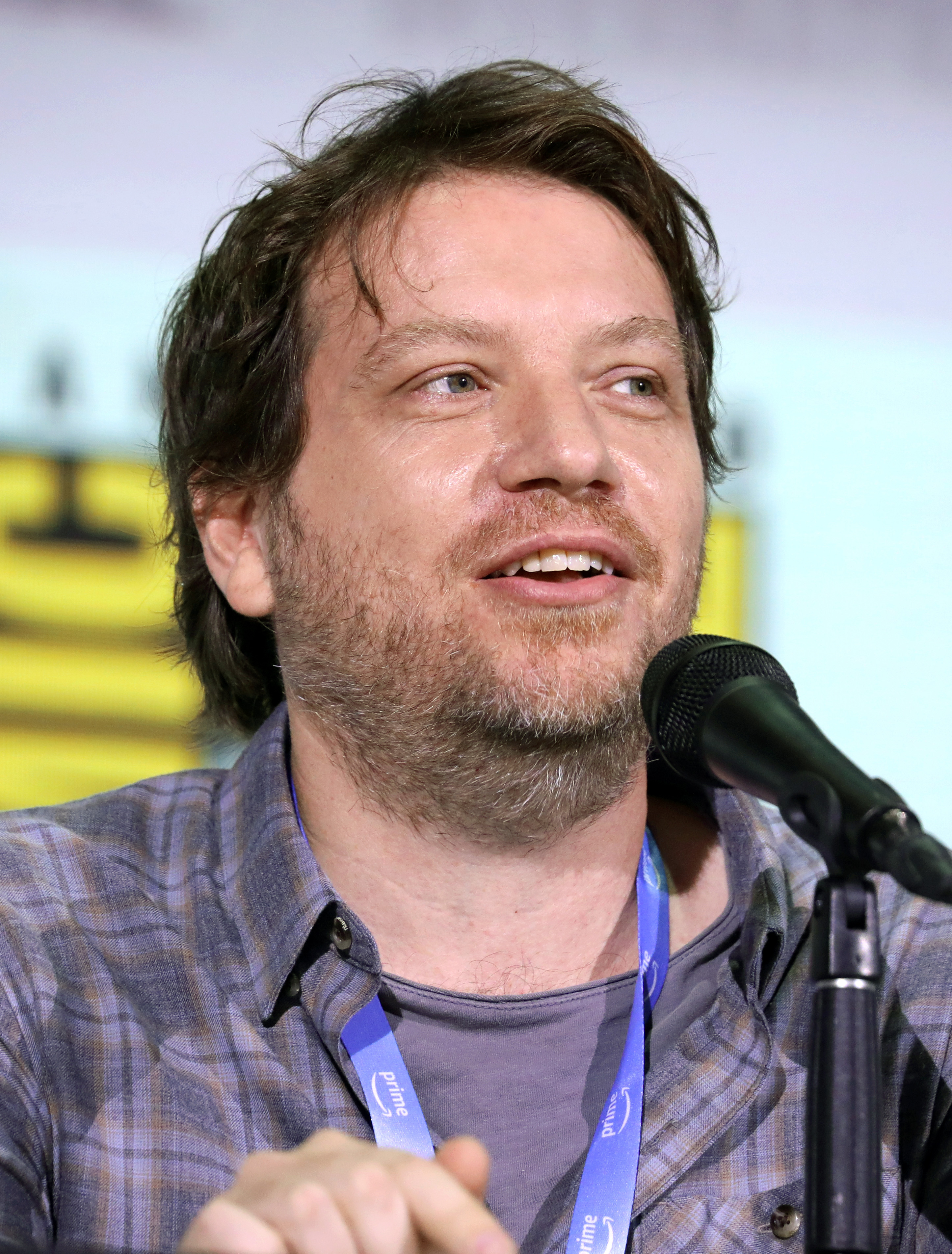
گرت ادواردز در حال سخنرانی در سن دیگو در جشنواره2023 Comic-Con International در سن دیگو، کالیفرنیا.

در فوریه ۲۰۲۰، گرت ادواردز برای کارگردانی و نوشتن یک پروژه علمی تخیلی بدون عنوان برای ریجنسی انترتینمنت، به همراه کری هارت، تهیه‌کننده روگ وان (۲۰۱۶) به عنوان تهیه‌کننده‌اش، قرارداد بست. در مهٔ ۲۰۲۱، جان دیوید واشینگتن برای بازی در فیلم اعلام شد و عنوان فیلم با نام عشق حقیقی مشخص شد. در ژوئن ۲۰۲۱، جما چان، دنی مک‌براید و بندیکت وانگ برای ایفای نقش وارد مذاکره شدند. حضور چان و وانگ در ژانویه ۲۰۲۲ تأیید شد و الیسون جنی، استورجیل سیمپسون، و مارک منچاکا به گروه بازیگران پیوستند. گزارش شده که سیمپسون مسئولیت مک‌براید را برعهده می‌گیرد که به دلیل تعارض در برنامه‌ریزی این فیلم پروژه را ترک کرد. در فوریه ۲۰۲۲، کن واتانابه به بازیگران پیوست تا جایگزین وانگ شود که او هم به دلیل تعارض در برنامه‌ریزی مجبور به ترک پروژه شد.
فیلم‌برداری در ۱۷ ژانویه ۲۰۲۲ با گرگ فریزر و اورن سافر به عنوان فیلم‌بردار پروژه در تایلند آغاز شد. مراحل تصویربرداری اصلی فیلم در ۳۰ مهٔ ۲۰۲۲ به پایان رسید.

## انتشار
آفریننده در ۹ سپتامبر ۲۰۲۳، دو روز پس از پایان اعتصابات ۲۰۲۳ سگ-افترا منتشر شد. ابتدا قرار بود این فیلم در ۶ اکتبر ۲۰۲۳ اکران شود. نسخهٔ خانگی این فیلم در ۱۴ نوامبر ۲۰۲۳ منتشر شد.

## بازخورد

### گیشه
تا ۱۲ نوامبر ۲۰۲۳، آفریننده ۴۰٫۶ میلیون دلار در ایالات متحده و کانادا و نیز ۶۲٫۸ میلیون دلار در سایر کشورها فروش داشته‌است که فروش جهانی آن در کل به ۱۰۳٫۴ میلیون دلار رسیده‌است.

### واکنش انتقادی
این فیلم نقدهای اکثراً مثبتی از سوی منتقدان دریافت کرد. منتقدان جلوه‌های بصری، فیلم‌برداری، سکانس‌های اکشن و کارگردانی ادواردز را تحسین کردند، اما فیلمنامه و مضامین آن با انتقاداتی روبه‌رو شد. در وبگاه جمع‌آوری نقد راتن تومیتوز، ٪۶۶ از ۲۹۸ بررسی منتقدان مثبت است و میانگینِ امتیاز آن ۶٫۷/۱۰ است. اجماع این وبگاه چنین می‌نویسد: «آفریننده از لحاظ بصری جذاب و مملو از سکانس‌های تماشایی است که علمی تخیلی به‌هنگام با بازیگری خوب ارائه می‌کند و حتی اگر فاقد مفهوم باشد، در همین لحظه راضی می‌کند.» این فیلم در متاکریتیک که از میانگین وزنی استفاده می‌کند، بر اساس نظر ۵۴ منتقدین امتیاز ۶۳ از ۱۰۰ را کسب کرده که نشان‌گر «نقدهای عموماً مطلوب» است.